# Jean-Louis Richard
Pour les articles homonymes, voir Richard et Jean-Louis Richard (homonymie).
Jean-Louis Richard est un acteur, réalisateur et scénariste français, né le 17 mai 1927 à Paris et mort le 3 juin 2012 dans la même ville.

## Biographie

### Carrière
De son vrai nom Jean-Marius Richard, il est élève au Conservatoire d'art dramatique de Paris avant de débuter comme comédien dans la troupe de Louis Jouvet.
Très lié au milieu de  la Nouvelle Vague, il apparaît au cinéma dans À bout de souffle (1960) de Jean-Luc Godard, Jules et Jim (1962) et La Peau douce (1964) et Le Dernier Métro (1980) de François Truffaut. Il devient également l'un des coscénaristes attitrés de ce dernier, participant à l'écriture de La Peau douce (1964), Fahrenheit 451 (1966), La mariée était en noir (1968) et La Nuit américaine (1973).
Qualifié par son ami et collègue Philippe Le Guay de scénariste « destructeur », pour sa capacité à « traquer les faiblesses d'écriture », il signe en 1974 le scénario du célèbre film érotique  Emmanuelle, réalisé par Just Jaeckin d'après le roman homonyme d'Emmanuelle Arsan. En 1995, il écrit avec Philippe Le Guay et Brigitte Roüan le scénario de L'Année Juliette.

### Vie privée
Il a été le premier époux de Jeanne Moreau (de 1949 à 1951), avec laquelle il a eu un fils, Jérôme (1949-2019). La relation compliquée du couple a inspiré au compositeur Serge Rezvani la chanson Le Tourbillon de la vie en 1956, que François Truffaut a ensuite incluse dans son film Jules et Jim (1962).
Atteint de la maladie d'Alzheimer, il se retire du monde du spectacle au début des années 2000.

### Théâtre
- 1953 : L'Alouette de Jean Anouilh, mise en scène de l'auteur et Roland Piétri, théâtre Montparnasse
- 1956 : Chatterton d'Alfred de Vigny, mise en scène Michel Bouquet, théâtre de l'Œuvre
- 1959 : La Dame aux camélias d’Alexandre Dumas Fils, théâtre de Paris
- 1998 : Dom Juan de Molière, mise en scène Brigitte Jaques, Comédie de Genève ; reprise en 2000 à la Maison des arts et de la culture de Créteil et à l'Odéon-Théâtre de l'Europe

## Filmographie

### Comme acteur

#### Cinéma
- 1960 : À bout de souffle de Jean-Luc Godard : le journaliste
- 1960 : Austerlitz d'Abel Gance : Alexandre 1er
- 1960 : Me faire ça à moi de Pierre Grimblat
- 1961 : Jules et Jim de François Truffaut : le client du café
- 1963 : La Peau douce de François Truffaut : dragueur dans la rue
- 1968 : Je t'aime, je t'aime d'Alain Resnais : l'homme du wagon-restaurant
- 1980 : Le Dernier Métro de François Truffaut : Daxiat
- 1981 : Le Professionnel de Georges Lautner : le colonel Martin
- 1982 : Le Gendarme et les Gendarmettes de Jean Girault et Tony Aboyantz : le Cerveau
- 1982 : Le Choc de Robin Davis : Maubert, l'inspecteur de la DST
- 1983 : La vie est un roman d'Alain Resnais
- 1983 : Le Marginal de Jacques Deray : Antoine
- 1983 : Vivement dimanche ! de François Truffaut : Louison
- 1984 : Fort Saganne d'Alain Corneau : Flammarin
- 1987 : Hôtel de France de Patrice Chéreau : Pierre Galtier
- 1988 : Quelques jours avec moi de Claude Sautet : Dr Appert
- 1989 : Les Deux Fragonard de Philippe Le Guay
- 1991 : Août d'Henri Herré
- 1992 : L'Inconnu dans la maison de Georges Lautner : l'avocat général
- 1992 : La Sentinelle de Arnaud Desplechin : Bleicher
- 1992 : La Nuit de l'océan d'Antoine Perset : le capitaine du chalutier
- 1993 : François Truffaut : Portraits volés, documentaire de Serge Toubiana et Michel Pascal : lui-même
- 1994 : Tombés du ciel de Philippe Lioret : monsieur Armanet
- 1994 : Grosse fatigue de Michel Blanc : le psychiatre
- 1994 : Jeanne la Pucelle de Jacques Rivette : La Trémoille
- 1994 : Farce noire d'Olivier Panchot (court-métrage)
- 1995 : L'Appât de Bertrand Tavernier : l'aubergiste
- 1995 : N'oublie pas que tu vas mourir de Xavier Beauvois : le père de Benoît
- 1995 : Fiesta de Pierre Boutron : le commandant Romerales
- 1996 : Stabat Mater de Dominique Boccarossa
- 1996 : Messieurs les enfants de Pierre Boutron : Albert Crastaing
- 1997 : Post coïtum animal triste de Brigitte Roüan : Weyoman-Lebeau, l'éditeur patron de Diane
- 1997 : Lucie Aubrac de Claude Berri : M. Henry
- 1998 : Cantique de la racaille de Vincent Ravalec : Alexandre
- 1998 : L'École de la chair de Benoît Jacquot : M. Thorpe
- 1999 : Peau d'homme cœur de bête de Hélène Angel : Tac Tac
- 2000 : Le Prof d'Alexandre Jardin : le père d'Alexandre
- 2001 : J'ai faim !!! de Florence Quentin : Montalembert
- 2002 : Adolphe de Benoît Jacquot : Monsieur d'Arbigny
- 2002 : La Vie nue de Dominique Boccarossa
- 2003 : Mister V. d'Émilie Deleuze : Patrice Lemoigne
- 2003 : Mauvais Esprit de Patrick Alessandrin

#### Télévision
- 1984 : Série noire : J'ai bien l'honneur de Jacques Rouffio : l'inspecteur Balmain
- 1995 : Des enfants dans les arbres de Pierre Boutron :  Caxarnau
- 1995 : La Marche de Radetzky (Radetzkymarsh) d'Axel Corti et Gernot Roll
- 1995 : La Vie de Marianne de Benoît Jacquot
- 2000 : Les Misérables de Josée Dayan

### Comme scénariste
- 1963 : La Peau douce de François Truffaut
- 1966 : Fahrenheit 451 de François Truffaut
- 1968 : La Mariée était en noir de François Truffaut
- 1973 : La Nuit américaine de François Truffaut
- 1974 : Emmanuelle de Just Jaeckin
- 1975 : Le Mâle du siècle de Claude Berri
- 1975 : C'est dur pour tout le monde de Christian Gion
- 1990 : Le Provincial de Christian Gion
- 1995 : L'Année Juliette de Philippe Le Guay

### Comme réalisateur
- 1962 : Bonne chance, Charlie - également  scénariste
- 1964 : Mata Hari, agent H 21 - également  scénariste
- 1969 : Le Corps de Diane - également  scénariste
- 1985 : Le Déclic